# Ponte Garibaldi
Die Ponte Garibaldi ist eine Brücke in den Stadtteilen Rioni Regola und Trastevere, die den Lungotevere De’ Cenci mit der Piazza Giuseppe Gioachino Belli in Rom (Italien) verbindet.

## Beschreibung
Die Brücke wurde vom Architekten Angelo Vescovali entworfen und zwischen 1884 und 1888 erbaut. Sie wurde Giuseppe Garibaldi, dem „Helden der zwei Welten“ und einem der Väter der italienischen Einigung, gewidmet. Die Brücke wurde 1959 erweitert, um die Ausdehnung der Stadt in Richtung Trastevere zu erleichtern.
Die Brücke verfügt über zwei Metallträger, die auf einem zentralen Pfeiler und zwei kleineren, mit Travertin verkleideten Pfeilern ruhen. Ihre Gesamtlänge beträgt 120 Meter.

## Nutzung
Die Brücke wird von der Tram 8 und den Buslinien H, 780 und 781 genutzt.